# Expédition 39 (ISS)
Insigne de la mission
Équipage de l'expédition 39
Chronologie
 Expédition 38 Expédition 40 
L'Expédition 39 est la 39e mission de longue-durée à la station spatiale internationale (ISS). Il s'agit de la première mission commandée par un japonais (Kōichi Wakata).
C'est durant cette expédition que les Astronautes Mastracchio et Swanson ont installé le projet "veggie" à bord de la station spatiale internationale.

## Équipage
| Position           | Première Partie (mars 2014)              | Seconde Partie (mars à mai 2014)         |                                         |
| ------------------ | ---------------------------------------- | ---------------------------------------- | --------------------------------------- |
| Commandant         | Kōichi Wakata, JAXA 4e vol spatial       | Kōichi Wakata, JAXA 4e vol spatial       |                                         |
| Ingénieur de vol 1 | Richard Mastracchio, NASA 4e vol spatial | Richard Mastracchio, NASA 4e vol spatial |                                         |
| Ingénieur de vol 2 | Mikhaïl Tiourine, RSA 3e vol spatial     | Mikhaïl Tiourine, RSA 3e vol spatial     |                                         |
| Ingénieur de vol 3 |                                          | Aleksandr Skvortsov, RSA 2e vol spatial  | Aleksandr Skvortsov, RSA 2e vol spatial |
| Ingénieur de vol 4 |                                          | Oleg Artemiev, RSA 1er vol spatial       |                                         |
| Ingénieur de vol 5 |                                          | Steven Swanson, NASA 3e vol spatial      |                                         |

## Déroulement de l'expédition

### Sorties extravéhiculaires
- 23 avril : Richard Mastracchio et Steven Swanson remplacent un multiplexeur sur la poutre S0 et démontent deux câbles électriques du système de distribution électrique (durée : 1 h 36 min)[4].